# Република Калифорния
Вижте пояснителната страница за други значения на Калифорния.
Република Калифорния (на английски: Republic of California, на испански: República de California) е непризната държава в Северна Америка, която се отделя от Мексико през 1846 г. Военните контролират района на север от Сан Франциско и района около окръг Сонома в Калифорния. Държавата просъщесвува 25 дена. След това по-голяма част от територията ѝ е присъединена към Съединените американски щати.